# 怒濤万里
『怒濤万里』（どとうばんり、Women Who Give）は、レジナルド・バーカーが監督を務め、サイレント時代の1924年に公開されたドラマ映画。おもな出演者は、バーバラ・ベッドフォード、ルネ・アドレー、フランク・キーナンらである。この映画は ルイス・B・メイヤー・プロダクションズが製作し、MGMが配給した。

## あらすじ
漁村で缶詰工場を営むジョナサン・スウィフトは、娘エミリー、息子ノアーとの三人暮らし。ノアーは、父の友人である灯台守キーラーの娘ベッキーと密かに恋仲になっていた。キーラー家には、一家の息子エズラが事故で溺死した後、エミリーの幼友達である青年船長ジョー・クレイドルが寄宿するようになっていた。やがてノアーとベッキーの仲を知った父スウィフトは、ノアーに船乗りの仕事をさせ二人を引き離す。...

## キャスト
- バーバラ・ベッドフォード - Emily Swift
- フランク・キーナン - Jonathan Swift
- ルネ・アドレー - Becky Keeler
- ロバート・フレイザー（英語版） - Captain Joe Cradlebow
- ジョセフ・J・ダウリング（英語版） - Captain Bijonah Keeler
- マーガレット・セッドン - Ma Keeler
- ジョーン・スタンディング（英語版） - Sophia Higginbottom
- ビクター・ポテル（英語版） - Ephraim Doolittle
- エディ・フィリップス（英語版） - Noah Swift
- ウィリアム・ユージーン (William Eugene) - Ezra Keeler

## 保存
この作品は、ターナー・エンターテイメントが所有する「MGM Studio library」に保有されている。